# Kėdainiai
Kėdainiai (pronunciado Kedáiñai) es una ciudad de Lituania central, en el condado de Kaunas, y una de las ciudades más antiguas del país. Está ubicada sobre el río Nevėžis, 51 km al norte de Kaunas. Es además la cabecera del municipio homónimo, distrito municipal de Kėdainiai, y contaba con 30 668 habitantes según el censo de 2010.

## Historia

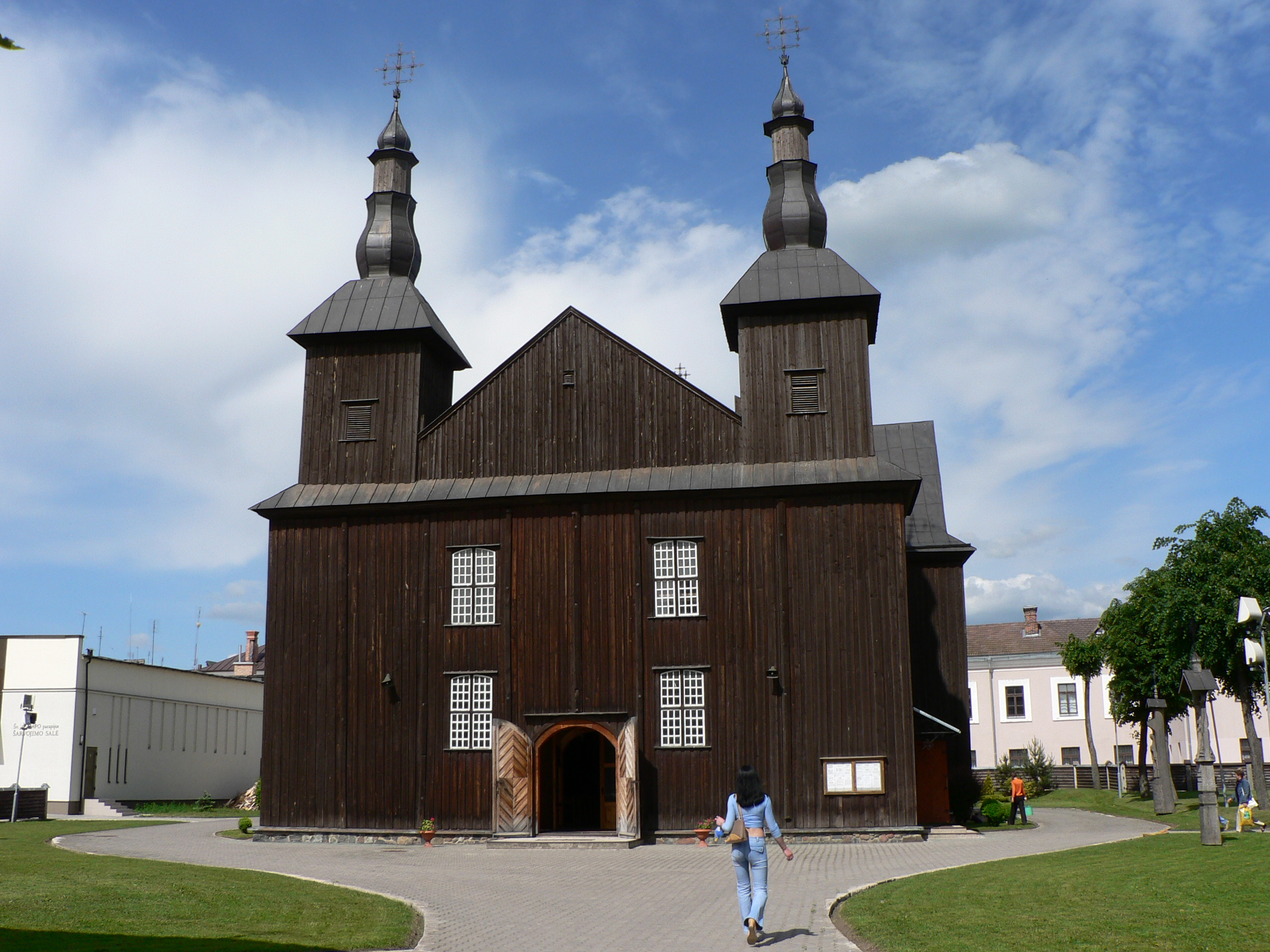
Iglesia de madera de San José (Šv. Juozapo).

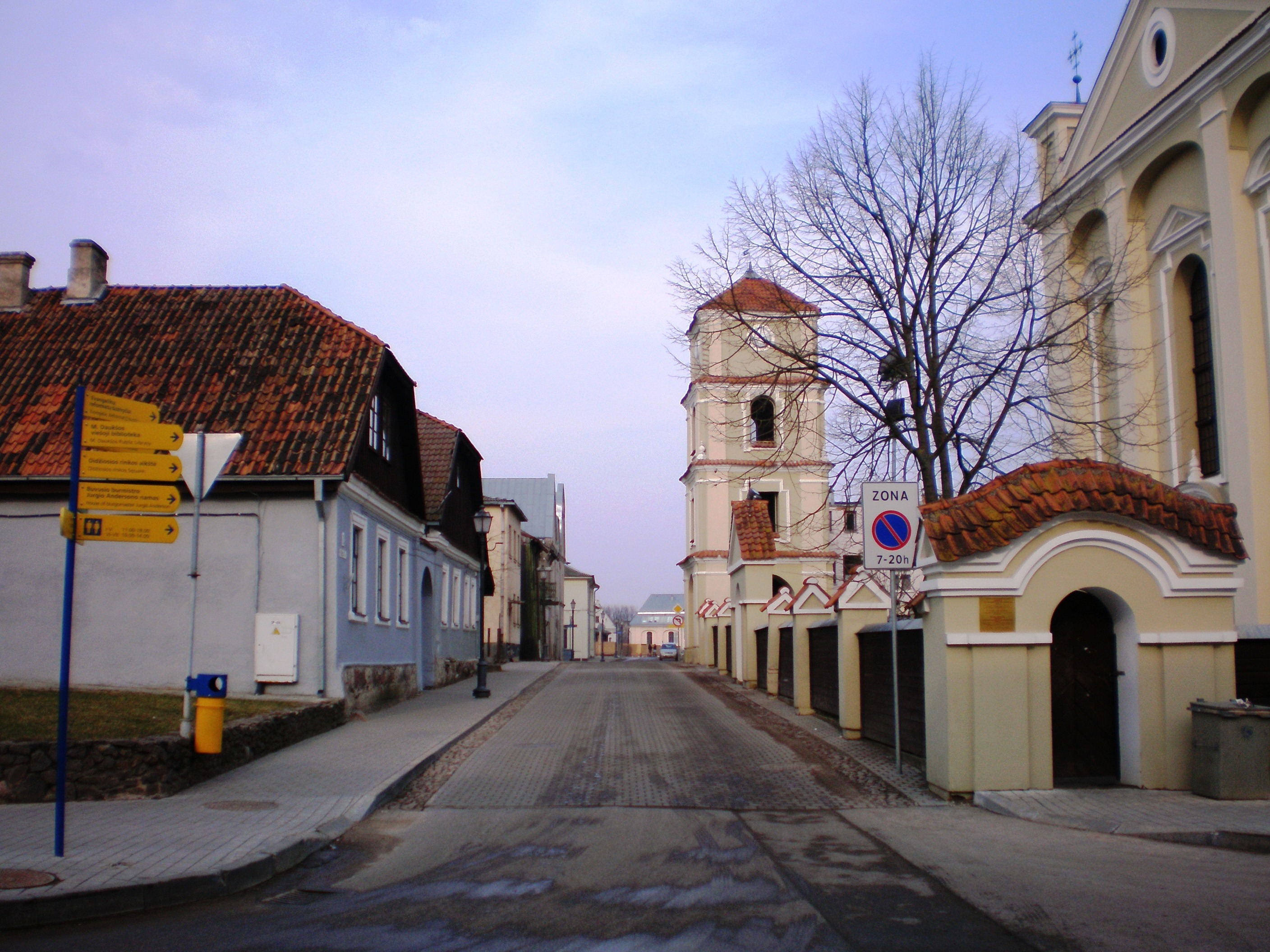
Ciudad vieja. Calle Senoji.

Es posible que pescadores de la costa del mar Báltico hubieran fundado la pequeña villa junto al río Nevėžis en el siglo XIV, ya que la primera referencia histórica a la ciudad es en las Crónicas lituanas y se remonta a 1372. Su puerto fue fundado en 1581, y en 1590 la ciudad consiguió la autonomía según el Derecho de Magdeburgo. 
Entre los siglos XVI y XIX estuvo bajo control de la familia noble Radvila. En los siglos XVII y XVIII fue uno de los centros más importantes de la reforma protestante en Lituania. Durante este tiempo llegaron a la zona alemanes, holandeses y suecos. En tiempos soviéticos fue convertida en una ciudad industrial.

## Economía
Kėdainiai es un centro de industria química centrada en la producción de abonos minerales. Tiene además una importante industria alimenticia -azúcar, helados, pan, carne, conservas y grano-, así como la industria del cuero y del tratamiento de la madera. En los alrededores se cultivan pepinos, siendo el principal productor de Lituania, así como tomates y otras verduras.

## Puntos de interés
- Iglesia calvinista, fundada en 1653, donde yacen tumbas de los señores radvilos;
- Iglesia católica de madera, fundada en 1776;
- Tres sinagogas, dada la importante inmigración de judíos;
- Templo ruso, fundado en 1652;
- Iglesia luterana;
- Monumentos arquitectónicos de los siglos XVII y XVIII en la ciudad vieja;
- El Minarete de Kėdainiai, el único minarete de toda Lituania;
- El Parque Central, parque-bosque de Babėnai;
- Montañas artificiales de fosfoyeso, conocidas como los Alpes de Kėdainiai.

## Festividades y cultura
Destacan la fiesta del helado y la fiesta de los pepinos.
Cerca de Kėdainiai, en Šeteniai, nació Czesław Miłosz, quien fuera laureado con el Premio Nobel de Literatura en 1980.